# Katarzyna Kołodziejczyk
 (novembre 2018).
Si vous disposez d'ouvrages ou d'articles de référence ou si vous connaissez des sites web de qualité traitant du thème abordé ici, merci de compléter l'article en donnant les références utiles à sa vérifiabilité et en les liant à la section « Notes et références ».
Katarzyna Kołodziejczyk, née le 7 avril 1998, est une kayakiste polonaise pratiquant la course en ligne.

## Palmarès

### Championnats d'Europe
- 2017 à Plovdiv (Bulgarie)
  -  Médaille d'argent en K-4 500 m
  -  Médaille de bronze en K-2 200 m
- 2018 à Belgrade (Serbie)
  -  Médaille de bronze en K-2 200 m